# Harpalyke (Tochter des Klymenos)
Harpalyke (altgriechisch Ἁρπαλύκη Harpalýkē, deutsch ‚die Raubwölfin‘), Tochter der Epikaste, ist eine Gestalt der griechischen Mythologie.
Ihr Vater, der Argiver Klymenos (oder Periklymenos), Sohn des Teleus, entbrannte in Liebe zu seiner Tochter, welche die Schönste im ganzen Land genannt wurde, und verkehrte heimlich mit ihr. Als sie dem Neleiden Alastor zur Braut gegeben wurde, richtete Klymenos zunächst ein prächtiges Hochzeitsfest aus. Doch schon kurz darauf übermannte ihn die Eifersucht; er verfolgte die Brautleute auf ihrem Heimweg, holte Harpalyke mit Gewalt zurück und verkehrte nun mit seiner Tochter vor aller Augen. Aus Rache tötete Harpalyke daraufhin ihren kleinen Bruder Presbon und setzte ihn dem Vater anlässlich eines Volksfestes als zubereitete Fleischspeise vor. Danach betete sie zu den Göttern, entrückt zu werden. Sie wurde erhört und in den Nachtvogel Chalkis verwandelt. Klymenos tötete sich selbst.
In einer anderen Version ist Klymenos der Sohn des Schoineus und König von Arkadien, und das Kind, das Harpalyke dem Vater vorsetzt, ist ihr eigenes – von Klymenos mit ihr gezeugt. Als der Vater den Frevel erkennt, tötet er Harpalyke.